# Pascal Fabre
Pascal Fabre (Lyon, 9 de enero de 1960) es un expiloto de automovilismo francés. Ha participado en 14 Grandes Premios de Fórmula 1 con el equipo AGS en 1987, donde no sumó ningún punto, y fue remplazado antes de terminar la temporada.

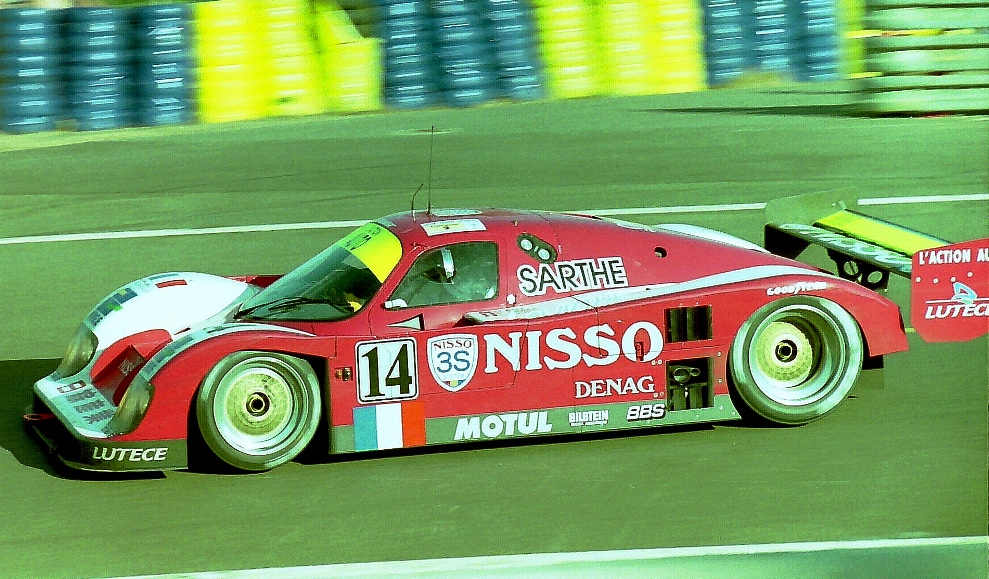
Courage C30LM de Derek Bell, Lionel Robert y Fabre de las 24 Horas de 1993.

Más tarde participó con el equipo Courage Compétition en el Campeonato Mundial de Resistencia desde 1988 hasta 1990. También hizo algunas apariciones en otras competiciones automovilísticas durante los años 90. Largó 9 ediciones de las 24 Horas de Le Mans, ganando en la clase LMP675 en 2001 con Jordi Gené y Jean-Denis Délétraz.

## Resultados

### Fórmula 1
(Clave) (negrita indica pole position) (cursiva indica vuelta rápida)

| Año     | Escudería          | 1      | 2      | 3      | 4      | 5      | 6     | 7     | 8       | 9      | 10     | 11      | 12      | 13      | 14      | 15  | 16  | Pos. | Puntos |
| ------- | ------------------ | ------ | ------ | ------ | ------ | ------ | ----- | ----- | ------- | ------ | ------ | ------- | ------- | ------- | ------- | --- | --- | ---- | ------ |
| 1987    | Team El Charro AGS | BRA 12 | SMR 13 | BEL 10 | MON 13 | USE 12 | FRA 9 | GBR 9 | GER Ret | HUN 13 | AUT NC | ITA DNQ | POR DNQ | ESP Ret | MEX DNQ | JPN | AUS | NC   | 0      |
| Fuente: |                    |        |        |        |        |        |       |       |         |        |        |         |         |         |         |     |     |      |        |